# 齐永存
齐永存（1917年—），男，直隶定县（今河北定州）人，中华人民共和国政治人物，曾任内蒙古自治区政协副主席。